# Secuestro de Luchino Revelli-Beaumont
El secuestro de Luchino Revelli-Beaumont director de FIAT en Francia se produjo el 13 de abril de 1977 y fue realizado por un grupo de personas que había militado en organizaciones guerrilleras de Argentina. Según los familiares del empresario el hecho fue cometido con el propósito de obtener un rescate que, finalmente, fue de 2 millones de dólares, pero se trató de mostrarlo como un delito político. El secuestrado fue liberado luego de 89 días y todos los involucrados, salvo uno, fueron detenidos pero finalmente no pudieron ser juzgados.

## Personalidad del secuestrado
Luchino Revelli-Beaumont era considerado un virtual ministro de relaciones exteriores de FIAT, fue durante muchos años presidente de la subsidiaria en Francia y representó a la firma en Argentina entre 1973 y 1976. En razón de su cargo tenía un estrecho vínculo con líderes políticos como Juan Domingo Perón, el panameño Omar Torrijos, el chileno Salvador Allende y el egipcio Gamal Abdel Nasser.

## Identidad de los secuestradores
La idea del secuestro perteneció a Héctor Orlando Villalón, un empresario que en la década de 1960 estuvo muy relacionado con organizaciones guerrilleras de orientación peronista que actuaban en Argentina y desempeñó además por un tiempo el cargo de “enviado personal” de Perón. Algunos de los otros partícipes fueron Carlos Arbelos y Jorge Caffatti, que habían militado en las organizaciones  Movimiento Nacionalista Tacuara y Fuerzas Armadas Peronistas (FAP), Alfredo Roca, de trayectoria similar y Horacio Rossi, que luego de pasar por Tacuara había sido miembro de la Triple A y que estuvo a cargo de la conducción operativa del secuestro.

## Ejecución del hecho
En la tarde del 13 de abril de 1977 tres de los delincuentes interceptaron a a Revelli-Beaumont y a su chofer Henri Millot en pleno centro de París, golpearon al segundo y obligaron al primero a subir a un auto con el cual lo llevaron a Marienthal, una bella casona en Verrières-le-Buisson, a unos 12 kilómetros de París. El lugar,  que posteriormente fue identificada por el secuestrado a partir de una reconstrucción de los ruidos que escuchó durante su cautiverio, era una magnífica casona que pertenecía a Daniel Wildenstein, un reputado coleccionista franconorteamericano fallecido en 2001 que se la había prestado a Villalón, a quien conocía cuando éste compraba cuadros y esculturas en Suiza y Francia, sin saber el uso que le iba a dar a la misma. 

## Negociación
Los secuestradores, que aducían pertenecer a un imaginario Comité de Unidad Revolucionaria Socialista (CURS)  para disfrazar sus fines puramente económicos, pidieron inicialmente a FIAT un rescate de 30 millones de dólares, pero luego de trabajosas tratativas conducidas por Jorge Caffatti aceptaron liberarlo tras un pago de 2 millones de dólares y la publicación en los medios europeos, pagada por FIAT,  de un manifiesto relativo a la clase obrera que finalmente apareció en los diarios Le Monde (París), El País (Madrid), Excélsior (Ciudad de México) y Corriere della Sera (Milán). El secuestrado debió hacer además un informe sobre la corrupción de la que FIAT era responsable. Según los familiares del empresario, estas exigencias intentaban darle al secuestro un cariz ideológico que en realidad no tenía. 

## El pago del rescate
La primera tentativa de pago se hizo poniendo a disposición los fondos en cuentas bancarias en Zúrich y Ginebra, abiertas con documentos falsos por Rossi y Roca. La policía recibió la información de la FIAT pero los delincuentes fueron alertados por contactos bancarios de Villalón y no los retiraron. 
Una segunda tentativa de pago fue bloqueada a principios de julio de 1977 y, días después, sobre un puente en Ginebra, un expolicía suizo entregó por encargo de FIAT, un maletín con dinero a Roca y a Rossi. A las 72 horas el funcionario de FIAT fue liberado en París, después de 89 días de cautiverio.

## Las detenciones
La policía detuvo en España once días más tarde a 7 de los secuestradores –uno italiano y el resto, argentinos-,  Villalón fue detenido en París y el rescate fue recuperado en cajas de seguridad de bancos suizos. La policía había rastreado las llamadas telefónicas que Rossi y Roca habían realizado desde hoteles en Zúrich y Ginebra a sus cómplices en Marbella, Madrid y París. Caffatti escapó, volvió después a su país y a fines de 1978 fue asesinado en la ESMA.
Villalón eludió la prisión afirmando que los llamados hechos desde su teléfono a los de los secuestradores se debían a un encargo de la esposa del secuestrado, cosa que la hija de ésta niega. Luchino Revelli-Beaumont vive en el norte de Italia.
La Audiencia Nacional de España dio por válido el móvil político antidictatorial con el que los detenidos justificaban el secuestro, por lo cual no concedió las extradiciones a Francia, y liberó a varios de ellos en diciembre de 1977. Más adelante, Iriarte y Rossi fueron detenidos nuevamente por Interpol y sentenciados a 8 y 6 años de prisión, respectivamente. 